# Baldur Panzer
Baldur Panzer (* 29. April 1934 in Pestlin, Westpreußen; † 25. Dezember 2017 in Walldorf, Baden-Württemberg) war ein deutscher Hochschullehrer für Slawistik  und gehörte von 1974 bis zu seiner Emeritierung 2002 dem Slavischen Institut der Universität Heidelberg an.
Panzer studierte 1954 bis 1961 an den Universitäten in Kiel, Hamburg und München Klassische Philologie, Indogermanistik, Slawistik und Philosophie. Er promovierte 1961 bei Erwin Koschmieder und habilitierte sich 1966. 1972 wurde er in München zum Professor berufen, und von 1974 bis zu seiner Emeritierung 2002 war Panzer Ordinarius für Slavische  Philologie an der Universität Heidelberg.
Panzer hatte breite Forschungsinteressen. Er beschäftigte sich sowohl mit frühen historischen Stufen des Slawischen wie auch mit dem Russischen der Gegenwart und anderen slawischen Sprachen.

## Schriften (Auswahl)
- Baldur Panzer: Strukturen des Russischen. Eine Einführung in die Methoden und Ergebnisse der deskriptiven Grammatik. Fink, 1975, ISBN 3-7705-1058-5.
- Baldur Panzer: Der genetische Aufbau des Russischen. Statt einer historischen Grammatik. Winter, 1978, ISBN 3-533-02721-X.
- Baldur Panzer: Studien zur Linguistik und Slavistik: gesammelte Aufsätze aus vier Jahrzehnten (= Heidelberger Publikationen zur Slavistik, Linguistische Reihe A. Band 15). Lang, 2003, ISBN 3-631-50118-8.

## Belege
1. ↑  Gedenkseite von Baldur Panzer. Archiviert vom Original (nicht mehr online verfügbar) am 18. Januar 2018; abgerufen am 18. Januar 2018.
2. ↑  Traueranzeigen in der Rhein-Neckar-Zeitung vom 13./14. Januar 2018, S. 28.
3. ↑  Prof. Dr. Baldur Panzer - Emeritus für Slavische Philologie, Sprachwissenschaft. In: Slavisches Institut. Universität Heidelberg, abgerufen am 18. Januar 2018.

| Personendaten    | Personendaten               |
| ---------------- | --------------------------- |
| NAME             | Panzer, Baldur              |
| KURZBESCHREIBUNG | deutscher Slawist           |
| GEBURTSDATUM     | 29. April 1934              |
| GEBURTSORT       | Pestlin, Westpreußen        |
| STERBEDATUM      | 25. Dezember 2017           |
| STERBEORT        | Walldorf, Baden-Württemberg |